# Агонист
Агони́ст — химическое соединение (лиганд), которое при взаимодействии с рецептором изменяет его состояние, приводя к биологическому отклику. Обычные агонисты увеличивают отклик рецептора, обратные агонисты уменьшают его, а антагонисты блокируют действие рецептора.

## Характеристики агонистов
Агонисты могут быть эндогенными (например, гормоны и нейротрансмиттеры) и экзогенными (лекарства). Эндогенные агонисты в норме производятся внутри организма и опосредуют функцию рецептора. К примеру, дофамин является эндогенным агонистом дофаминовых рецепторов.
Физиологическим агонистом называется вещество, вызывающее аналогичный отклик, но действующее на иной рецептор.

### Спектр эффектов

Спектр эффектов агонистов

Агонисты различаются по силе и направлению физиологического ответа, вызываемого ими. Данная классификация не связана с аффинностью лигандов и опирается лишь на величину отклика рецептора.
Суперагонист — соединение, способное вызывать более сильный физиологический ответ, чем эндогенный агонист. Полный агонист — соединение, вызывающее такой же отклик, как эндогенный агонист (например, изопреналин, агонист β-адренорецепторов). В случае меньшего отклика соединение называют частичным агонистом (например, арипипразол — частичный агонист дофаминовых и серотониновых рецепторов).
В случае, если у рецептора имеется базальная (конститутивная) активность, некоторые вещества — обратные агонисты — могут уменьшать её. В частности, обратные агонисты рецепторов ГАМКA обладают анксиогенным или спазмогенным действием, однако могут усиливать когнитивные способности.

### Механизм
Если для активации рецептора требуется взаимодействие с несколькими различными молекулами, последние называются коагонистами. В качестве примера можно привести NMDA-рецепторы, активирующиеся при одновременном связывании глутамата и глицина.
Необратимым агонист называют в случае, если после связывания с ним рецептор становится постоянно активированным. В данном случае не имеет значения, образует ли лиганд ковалентную связь с рецептором либо взаимодействие является нековалентным, но чрезвычайно термодинамически выгодным.

### Селективность
Селективным агонист называют в том случае, если он активирует лишь один конкретный рецептор либо подтип рецепторов. Степень селективности может различаться: дофамин активирует рецепторы пяти различных подтипов, но не активирует серотониновые рецепторы. В настоящее время встречаются экспериментальные подтверждения возможности различного взаимодействия одних и тех же лигандов с одними и теми же рецепторами: в зависимости от условий одно и то же вещество может быть полным агонистом, антагонистом или обратным агонистом.

## Активность
Активность агониста (англ. potency) обратно пропорциональна EC50, концентрации агониста, вызывающей полумаксимальный отклик рецептора. Чем ниже EC50, тем более активен агонист; сравнение активности лигандов осуществляют с помощью этой величины. Поскольку разные вещества вызывают один и тот же физиологический эффект в различных концентрациях, наибольший интерес при разработке лекарств представляют те из них, которые вызывают отклик в меньших концентрациях.